# Мати Тереза Нуццо
Мати Марія Тереза Нуццо (англ. Maria Teresa Nuzzo, мальт. Marija Tereża Nuzzo; нар. 11 травня 1851, Валлетта, Мальта, Велика Британія — пом. 17 квітня 1923, Хамрун, Мальта, Велика Британія) — католицька черниця, засновниця конгрегації Дочок Найсвятішого Серця (D. S. H.)

## Життєпис
Марія Тереза Нуццо народилася 11 травня 1851 року в Валлетті і наступного дня була хрещена. Вона була другою з семи дітей Паоло Нуццо та Луїзи Марроччі, однак її старший брат помер від холери. У віці восьми років Марія Тереза прийняла миропомазання.
На відміну від більшості мальтійських дітей того часу, Марії Терезі пощастило здобути освіту, бо її тітка Розіна керувала приватною школою у Валлетті. У віці 16 років Тереза взяла керівництво на себе, бо Розіна до того часу повністю осліпла і незабаром після цього померла.
Тереза планувала прийняти чернечі обітниці, однак в силу обставин (їй доводилося керувати школою, і, крім того її батьку була потрібна допомога по дому) це було неможливо, тому вона за порадою свого духівника П'єтро Паче прийняла особисті обітниці бідності, цнотливості і слухняності. Через два роки після цього, коли Терезі було двадцять п'ять років, її батько помер, а ще через п'ять років померла і мати. Марія Тереза збиралася піти в споглядальний монастир, однак монсеньйор П'єтро Паче вважав, що це не підійшло б їй. До 1902 року вона працювала в школі і вела катехизисну діяльність, а в 1903 році заснувала чернечу конгрегацію.
Мати Марія Тереза Нуццо померла в 1923 році в Хамруні.

## Конгрегація Дочок Найсвятішого Серця
21 листопада 1903 року вважається датою заснування конгрегації Дочок Найсвятішого Серця, що одержала офіційне схвалення з боку Ватикану в 1988 році. На даний момент монастирі цієї конгрегації є не тільки на Мальті, але і в Італії, Індії, Кенії, Танзанії, Уганді, США, на Філіппінах, в Ірландії, Лівії та Південній Кореї.
Монахині згромадження займаються виховною та освітньою діяльністю, насамперед в початковій школі Марси, дитячому садку Хамруна, дитячому будинку Зурріка і центрах денного перебування для дітей Зейтуне і Мелліхі.

## Пам'ять
Ім'ям Марії Терези Нуццо названі початкова школа в Марсі (Мальта) та початкова школа в Руїрі (Кенія).
2 травня 2003 року було оголошено про початок процесу беатифікації матері Марії Терези Нуццо.